# Андаліб Нурмухамед Гаріб
Андаліб Нурмухамед Гаріб (1712—1780) — туркменський поет. 

## Творчість
Він створив епічні твори (дастани) «Лейлі і Меджнун» і «Юсуп і Зулейка», а також поему «Огуз-наме». Його поема «Несім» про трагічну долю азербайджанського поета XIV століття. В його великому ліричному творі «Чигір» він показав тяжку долю сільських трудівників.